# Чижов Василь Пахомович
Чижов Василь Пахомович (нар.15 січня 1922, Артинів — пом.4 лютого 1997) — Герой Радянського Союзу (1944), у роки німецько-радянської війни командир телефонно-кабельного взводу 652-ї окремої роти зв'язку 106-й Забайкальської стрілецької дивізії 65-ї армії Центрального фронту.

## Біографія
Народився 15 січня 1922 року в селі Артинів Муромцевского району Омської області в сім'ї селянина. Росіянин. Член ВКП(б)/КПРС з 1945 року. Жив у селищі Качуг Іркутської області. Закінчив середню школу та школу вчителів початкових класів. Працював завідувачем Жітовскої початкової школи Качузького району.

### Роки війни
У серпні 1941 року призваний до лав Червоної Армії. У 1942 році закінчив курси молодших лейтенантів. У боях війни з лютого 1943 року. Воював на Центральному і 1-му Білоруському фронтах. Брав участь у Курській битві, звільненні Білорусі.
Коли 105-й стрілецький полк 106-ї Забайкальської стрілецької дивізії вів запеклі бої на Курській дузі поблизу міста Дмитрієв-Льговський, командир телефонно-кабельного взводу В. П. Чижов отримав завдання з групою зв'язківців вночі проникнути в село Чернь і звідти повідомляти дані про розміщення сил противника. Зв'язківці проклали лінію зв'язку до призначеної точки і замаскувалися. Вночі гітлерівці захопили село. Зв'язківці залишилися в розташуванні ворожих військ. Лейтенант В. П. Чижов доповів обстановку начальнику зв'язку дивізії. Вранці радянська артилерія відкрила ураганний вогонь по ворожих позиціях. Під час бою зв'язківці лейтенанта В. П. Чижова коректували вогонь артилеристів. Це допомогло воїнам 106-ї Забайкальської стрілецької дивізії успішно розпочати наступ. 1-й батальйон 105-го стрілецького полку звільнив село Чернь.
Чижов був відзначений тоді першою урядовою нагородою - медаллю "За бойові заслуги".
У серпні 1943 року 106-а Забайкальська стрілецька дивізія в складі військ 65-ї армії з боями підійшла до Десни поблизу міста Новгород-Сіверський і з ходу подолала водний кордон.
Після форсування Десни В. П. Чижова викликали в штаб, щоб поставити перед взводом нове завдання. У цей час батальйон гітлерівців за підтримки чотирьох танків прорвався через передній край радянських військ. Над штабом дивізії нависла загроза. Начальник штабу організував оборону. Закидавши гітлерівців гранатами, а потім відкривши вогонь з кулемета, радянські воїни перегородили їм шлях до штабу. Два танки були підбиті. Решта повернули назад.
За виявлені в цьому бою мужність і винахідливість В. П. Чижова нагородили орденом Вітчизняної війни 2-го ступеня.
15 жовтня 1943 підрозділи 106-ї Забайкальської стрілецької дивізії почали форсування Дніпра в районі міста Лоєва Гомельської області. Серед перших досягли правого берега річки зв'язківці взводу лейтенанта В. П. Чижова. Він шість разів під вогнем противника переправлявся через Дніпро, виконав наказ командира дивізії і забезпечив управління підрозділами і частинами, що вели бій за оволодіння правим берегом Дніпра.
Указом Президії Верховної Ради СРСР від 15 січня 1944 року за мужність і героїзм, проявлені при форсуванні Дніпра і утриманні плацдарму на його правому березі лейтенанту Чижову Василю Пахомовичу присвоєно звання Героя Радянського Союзу з врученням ордена Леніна і медалі "Золота Зірка" (№ 5313).
9 січня 1944 був тяжко поранений. Тривалий час перебував у госпіталі.

### Повоєнні роки
Після закінчення війни звільнився у запас. Працював секретарем партбюро залізничної станції Кременчук, секретарем Кременчуцького міськкому партії, директором трикотажної фабрики.

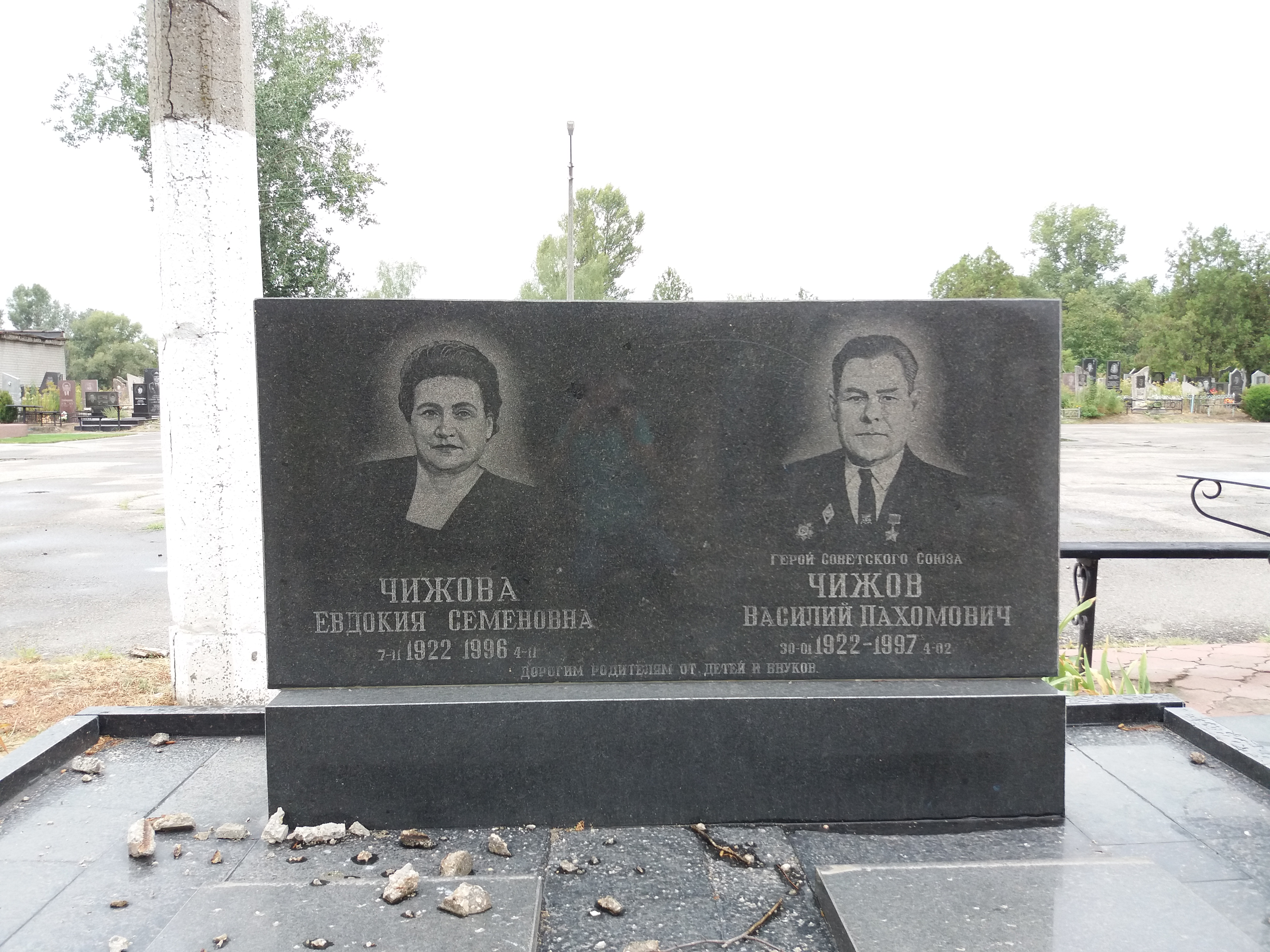
Могила В. П. Чижова та його дружини Новоміському кладовищі

У 1951 році В. П. Чижов закінчив Харківську дворічну партійну школу, в 1954 році - історичний факультет Харківського державного університету імені М. Горького (зараз Харківський національний університет імені В. Н. Каразіна). Жив у місті Кременчук. Працював директором школи №9.
Помер 4 лютого 1997 року. Похований на Новоміському кладовищі в Кременчуці.

## Нагороди, пам'ять
За період служби нагороджений орденом Леніна, Вітчизняної війни 1-го та 2-го ступеня, медалями.
В місті Кременчуці на Алеї Героїв, на граніті висічене фото та ім'я Василя Чижова.